# Rijnvaartmanifest
Het Rijnvaartmanifest is een douaneregeling voor goederen die vervoerd worden over de Rijn en haar zijrivieren. Dit manifest kan gebruikt als aangifte voor uniedouanevervoer van goederen. Deze regeling vindt zijn oorsprong in de Akte van Mannheim, ook wel gekend als de Herziene Rijnvaartakte afgesloten op 17 oktober 1868.
In de Herziene Rijnvaartakte werd afgesproken tussen Nederland, België, Duitsland, Frankrijk en Zwitserland (of de voorgaande staten) dat goederen die over de Rijn en haar zijrivieren worden vervoerd de nationale grenzen mogen overschrijden zonder douanecontrole als zij er niet gelost of geladen worden. Het vervoer dient te gebeuren onder dekking van een Rijnvaartmanifest. In dat geval geval kan het Rijnvaartmanifest worden gebruikt als aangifte voor douanevervoer voor de regeling Uniedouanevervoer.
De Rijnvaartmanifestregeling is van toepassing op niet-uniegoederen die over de Rijn en de zijrivieren worden vervoerd. Er dient ook geen zekerheidstelling worden gedaan voor het vervoer. Op basis van artikel 3 van de Akte van Mannheim heffen de lidstaten geen tolgelden, belastingen of rechten over de activiteiten die met de scheepvaart op de scheepvaart samenhangen. Dit sluit echter niet uit dat er vergoedingen voor geleverde dienst of heffen van belastingen die op een andere basis worden opgelegd, zoals BTW. In praktijk heeft deze regeling grotendeels zijn betekenis verloren.